# جون الكسندر (مخرج)
جون الكسندر (بالإنجليزية: John Alexander)‏ هو مخرج بريطاني، ولد في 1961 في Peterlee ‏ في المملكة المتحدة.

## وصلات خارجية
- جون الكسندر على موقع IMDb (الإنجليزية)
- جون الكسندر على موقع أول موفي (الإنجليزية)
- جون الكسندر على موقع قاعدة بيانات الفيلم (الإنجليزية)
- جون الكسندر على موقع كينوبويسك (الروسية)